# Survarium
Survarium je počítačová hra. Jedná se o online, free to play akční střílečku ve stylu first-person hry s postapokalyptickým tématem. Hru vyvíjí ukrajinský tým Vostok Games, který vznikl z členů bývalého GSC Game World. V prosinci 2011 se Sergei Grigorovich, zakladatel a CEO původního studia GSC Game World, pracujícím na pokračování černobylské akce S.T.A.L.K.E.R., údajně rozhodl ukončit činnost studia, rozpustit celý tým a tím i zrušit veškeré práce na S.T.A.L.K.E.R. 2.
V březnu 2012 bývalí zaměstnanci GSC Game World založili Vostok Games s kapitálem od Vostok Ventures Ltd. a následně oznámili vývoj nového projektu s názvem Survarium (25. dubna 2012).
V roce 2022 ukončila hra své servery.

## Základní informace

### Herní módy
- PVP (Player vs. Player) – Nebude trvat dlouho, než anomální bouře začne a tvůj tým si musí pospíšit a připravit se. Prozkoumej okolí, najdi užitečné objekty a nástroje, které pomůžou tvému týmu přežít a doprav je na základnu a braň je proti nepřátelům. Množství taktických možností, zajímavých map a unikátních herních módů čekají na tebe a tvé spoluhráče!
- Coop – Nový svět skrývá svá mnohá tajemství. Budeš schopný je odhalit a osvětlit příčiny katastrofy? Projdi si řadou důkladných misí, stvořených speciálně pro týmovou hru; objev zajímavý příběh, stojící v pozadí světa, který taktak přežil apokalypsu.
- Freeplay – Budeš schopen přežít, splnit svůj úkol vedle dalších dobrodružství, když se můžeš spolehnout jen sám na sebe? Neočekávané souboje o přežití mezi zaniklými městy, vesnicemi a dalšími lokacemi. Ponoř se do virtuální reality, kde nejsi sám. Prozkoumávej, abys splnil úkoly na velké mapě sám, nebo se spojenci, volba je na tobě.

### Lokace
| Lokace               | Informace                                                                                       |
| -------------------- | ----------------------------------------------------------------------------------------------- |
| Rudnya               | vesnice nacházející se poblíž černobylské elektrárny                                            |
| Tarakanovsky Fort    | rozpadlá pevnost, v 19. století sloužící na obranu západních oblastí Ruské říše                 |
| Chemical plant       | bývalá chemická továrna na výrobu minerálních hnojiv pro zemědělské využití                     |
| Vostok Radar Station | tajná vojenská základna nacházející se za Uralem, je zde obrovský satelit.                      |
| School               | škola, nacházící se v postsovětském městě, možná dokonce ve městě Pripjať                       |
| Mamayev Kurgan       | památník „Matka vlast“                                                                          |
| Vector               | výzkumné centrum Vector, určené pro virologii a biotechnologii                                  |
| Cologne Bridge       | most v Kolíně nad Rýnem, kde byl postaven tábor, most je již zrezlý a pod značnou vrstvou mechu |
| London               | centrum města Londýn, pod značnou vrstvou prachu a sucha, uprostřed se nachází 30st mary axe    |

## Vývoj a testování

### Alfa test
- Alfa testování hry začalo 13. května 2013 v Rusku.[zdroj⁠?!] O několik týdnů později bylo zahájeno mezinárodně.

### Beta test
- CBT (Close Beta Test) v současné době[kdy?] probíhá na PVP módu, i když je to jen část plánovaného obsahu hry. Každou minutu je na oficiálních stránkách Survarium vybrán uživatel k účasti na beta testu. V rusky mluvících zemích a v Evropě je již[kdy?] spuštěn OBT (Open Beta Test).